# Ernst Erich Noth
Paul Albert Krantz, dit « Ernst Erich Noth », né le 25 février 1909 à Berlin et mort le 15 janvier 1983 à Bensheim, est un écrivain et spécialiste de la littérature allemand. Poursuivi par les nazis, il émigre en France en 1933, avant de fuir aux États-Unis en 1941 lors de l’Occupation allemande. Il y obtient la nationalité américaine en 1948, mais retourne en Europe en 1963 et en Allemagne en 1970.

## Biographie
Enfant non issu d’un mariage, Paul Krantz grandit dans une cité de Berlin. Ses talents exceptionnels lui permettent d’entrer au Gymnasium. En 1927, il est impliqué dans la tragédie de Steglitz, pour laquelle il est jugé en 1928. Reconnu non coupable de meurtre, il finit ses études secondaires à l’École d’Odenwald à Heppenheim. À partir de 1929, il étudie les langues et la civilisation germanique à l’université de Francfort. Il est dans le même temps pigiste au Frankfurter Zeitung, sous le pseudonyme d’« Albert Magnus », et compose des poèmes et des textes sous le pseudonyme « Ernst Erich Noth ». En 1933, le titre de docteur à l’université de Francfort lui est refusé : bien que sa thèse de doctorat soit terminée, les nazis lui interdisent de la soutenir. Il émigre en mars 1933 en France afin d’échapper à son arrestation.
Il commence par travailler dans plusieurs journaux littéraires parisiens sous le nom « Ernst Erich Noth », déjà utilisé en Allemagne, et publie plusieurs œuvres en langue française. Il s’installe ensuite dans le sud de la France, où il est rédacteur du journal Les Cahiers du Sud jusqu’en 1940. En mai 1939, les nazis lui retirent la nationalité allemande et inscrivent ses œuvres sur la liste noire de la Reichsschrifttumskammer. Entre 1939 et 1940, il est interné deux fois pour raisons politiques ; sous l’Occupation allemande, il participe à la résistance pendant un an et, aidé par des Américains, réussit à s’enfuir aux États-Unis en 1941.
Aux États-Unis, Noth dirige de 1942 à 1948 le programme de radio en langue allemande de la National Broadcasting Company. Il obtient la nationalité américaine en 1948, avec le nom officiel d’Ernst Erich Noth. De 1949 à 1959, il édite le journal littéraire Books abroad et est professeur de langues modernes et littérature dans plusieurs universités américaines, dont l’université d'Oklahoma et l’université Marquette. En 1963, il retourne en France, où il est éditeur littéraire et enseigne dans les universités d’universités d’Aix-en-Provence, Marseille et Paris. L’université de Francfort lui délivre en 1971 le titre de docteur refusé en 1933 et Noth y enseigne jusqu’en 1980 comme professeur honoraire.

## Œuvres
- (de) Die Mietskaserne: Roman junger Menschen, Francfort-sur-le-Main, 1931, réédité plusieurs fois en Allemagne.
- (de) Die Gestalt des jungen Menschen im deutschen Roman der Nachkriegszeit, thèse de doctorat, non imprimée, 1933, éditée à Francfort en 1971.
- La Tragédie de la jeunesse allemande, traduction de l’allemand par Paul Genty, Paris, 1934.
- (de) Der Einzelgänger, Guggenbühl & Huber Schweizer-Spiegel Verlag, Zurich, 1936, édité la même année en français sous le titre Un homme à part., traduction de l’allemand par A.-E. Sernin, Librairie Plon, Paris, 1936.
- La Voie barrée, Paris, 1937.
- L’Homme contre le partisan, Paris, 1938.
- Le Désert, Paris, 1939.
- L’Allemagne exilée en France, Paris, 1939.
- La Guerre pourrie, New York, 1942.
- Ponts sur le Rhin, New York, 1947.
- Mémoire aux Américains, New York, 1947.
- Russes et Prussiens, New York, 1948.
- (en) The contemporary German novel, Milwaukee, Wisc., 1961.
- Le Passé nu, Paris, 1965.
- Mémoires d'un Allemand, Paris, 1970
- (de) Erinnerungen eines Deutschen, Hamburg, 1971.
- (de) Weg ohne Rückkehr, Frauenfeld, Suisse, 1982.
- (de) Die Tragödie der deutschen Jugend, Francfort-sur-le-Main, 2002.
- (de) Jup und Adolf, Francfort-sur-le-Main, 2003.
- (de) Straße gesperrt, Francfort-sur-le-Main, 2006.
- (de) Der neue deutsche Struwwelpeter, Verse für die politisch reifere Jugend, Francfort-sur-le-Main, 2007.
- (de) Paul und Marie, Francfort-sur-le-Main, 2008.
- (de) Erinnerungen eines Deutschen · Die deutschen Jahre (première édition complète d’après le manuscript original), Francfort-sur-le-Main, 2009.
- (de) Erinnerungen eines Deutschen · Die französischen Jahre (première édition complète d’après le manuscrit original), Bensheim, 2011.

## Filmographie
- Parfum d'absinthe d'Achim von Borries, 2004